# Phosphogypse

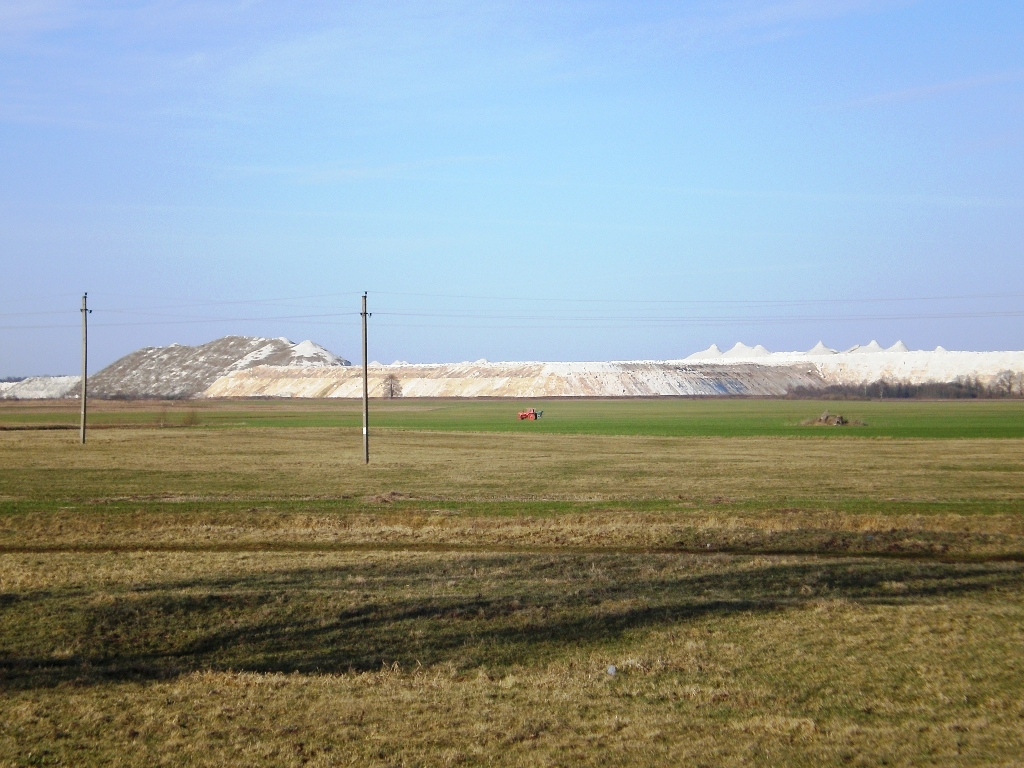
Crassier de phosphogypse (Kėdainiai, Lituanie).

Le phosphogypse (parfois abrégé en PG) est un gypse non naturel, déchet industriel, issu du traitement industriel des minerais calciques fluorophosphatés utilisés pour la fabrication de l'acide phosphorique et des engrais phosphatés.
Il est légèrement à significativement radioactif (Radioactivité Naturelle Technologiquement Renforcée) car contenant du radium qui se désintègre en formant du radon, un gaz radioactifs qui pénètre facilement les poumons, et qui pour cette raison est source de cancers du poumon.
Vers 2015, l'industrie en produisait environ 200 millions de tonnes supplémentaires par an, dans de nombreux pays (la Chine en produisant le plus 70 Mt/an selon Liu et al. en 2020). Ce déchet industriel polluant s'accumule dans les pays producteurs d'engrais chimiques sous forme de crassier de plus en plus volumineux, qui contaminent leur environnement (eau, air, sol, faune, flore, fonge, écosystèmes). Et en raison de l'industrialisation croissante de l'agriculture et du secteur agroalimentaire, dans un contexte de raréfaction du minerai de qualité et/ou facilement accessible « une augmentation progressive de la production de PG est prévue dans un avenir proche ».

## Fabrication
Le phosphogypse est le précipité solide de sulfate de calcium hydraté, produit lors du traitement des minerais de fluorophosphates de calcium, par réaction avec l'acide sulfurique en milieu aqueux :
Ca5(PO4)3F + 5 H2SO4 + 10 H2O → 3 H3PO4 + 5 (CaSO4・2 H2O) + HF.
On peut noter aussi que le gypse naturel contient souvent aussi des inclusions de sels de soufre qui peuvent aussi être prétraités par hydratation pour le transformer en acide sulfurique qui entrera dans la même réaction ; cependant les quantités de soufre sont généralement insuffisantes et l'acide sulfurique nécessaire est plutôt obtenu à partir de minerai de soufre (le plus souvent d'origine volcanique) récolté séparément.
Il est séparé de l'acide phosphorique (recherché pour la fabrication des engrais phosphatés) par filtration du précipité.
La réaction produit aussi de l'acide fluorhydrique qui sera séparé de l'acide phosphorique, soit par un autre procédé de précipitation simple, soit par un coûteux procédé de séparation de phases par évaporation différentielle et purification des sels de ces acides.

## Production dans le monde

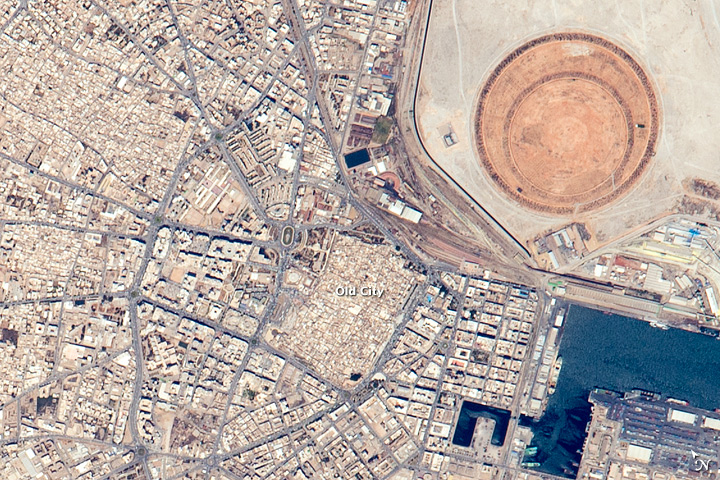
L'air urbain, le port de Sfax (Tunisie) et la mer adjacente continuent à être pollués par le phosphogypse laissé par l'ancienne usine de SIAPE (fermée en 2019 en laissant en plein air une montagne de phosphogypse, et les séquelles de décennies de rejets massifs de phosphogypse en mer). Photo satellite (NASA, Station spatiale internationale), 2015.

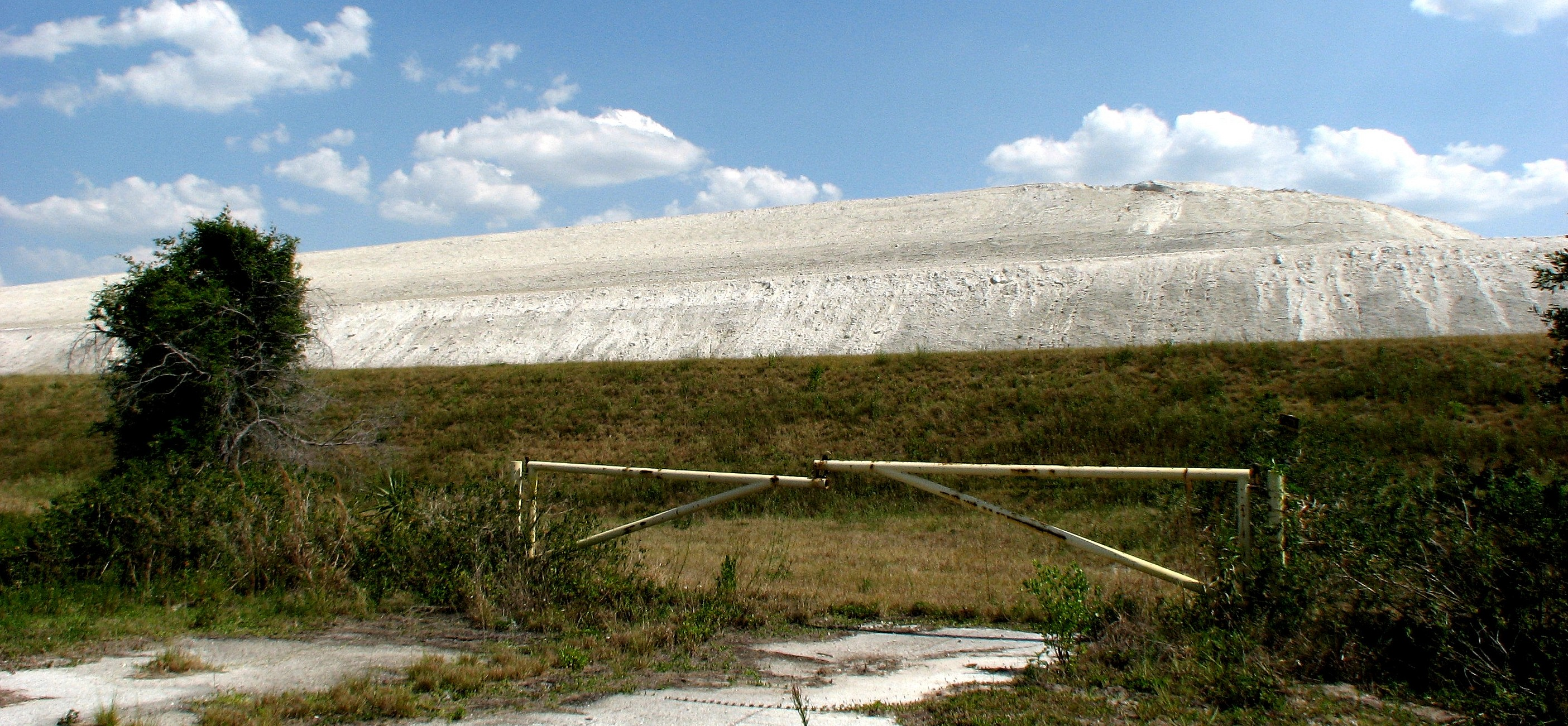
Crassier (dit gypstack aux États-Unis) de phosphogypse légèrement radioactif, près de Fort Meade (Floride) où l'industrie des engrais produisait dans les années 1990 environ 33 millions t/an de phosphogypse, s'ajoutant à l'époque à un stock de plus de 500 millions de tonnes qui occupait ou impactait déjà 74000 hectares en 1979. Depuis, le milliard de tonnes y a été dépassé.

L'engrais « superphosphate normal » est peu à peu remplacé par le superphosphate triple. Il contient aussi le gypse issu de la fabrication en tant qu'engrais (phosphate monocalcique). L'industrie des engrais phosphatés (superphosphate triple essentiellement) et d'acide phosphorique produit d'énormes tonnages de gypse : selon l'ASN, produire une tonne d'acide phosphorique génère 5 tonnes de phosphogypse comme déchet ou sous-produit. Une grande partie de l'acide phosphorique est ensuite transformé en engrais, qui représente jusqu'à 95 % de la production totale de minéral phosphatée dans le monde.
L'industrie des engrais phosphatés (superphosphate triple essentiellement) et d'acide phosphorique produit d'énormes tonnages de gypse (1,7 t produite par tonne de phosphate).
En France, pays parmi les plus consommateurs d'engrais, six millions de tonnes de phosphogypse étaient produites annuellement dans les années 1980, dont 900 000 tonnes par chacune des unités de Grand Quevilly, Grand Couronne et du Havre, soit autant que toute la production de gypse naturel. Les DRIRE/DREAL, aidées par l'association Robin des Bois, ont fait une liste des terrils de phosphogypse et des ateliers de production d'acide phosphorique. Ils ont été inscrits — sauf le site du Pontet et celui de Wattrelos — dans l'inventaire de l'ANDRA de 1995. Certains sites ont été intégralement démantelés sans traçabilité. Les émissaires de rejet dans les fleuves, en mer ou les canalisations aboutissant dans les dépôts « sont aussi touchées par la radioactivité à l’exemple du gypsoduc de Norsk Hydro dans l’estuaire de la Seine. Il est probable et non prouvé que les chimiquiers spécialisés dans le transport d’acide phosphorique soient aussi contaminés par des tartres et des sédiments au niveau des pompes et des vannes. La contamination des fonds et parois des bacs et citernes est logique dans la continuité de la contamination radioactive de toute la filière ». Le recyclage des inox en provenant, s'il se fait sans précaution peut être source de contaminations aléatoires et non repérées. D'anciens contenants contaminés ont été rejetés sans précaution et sans signalisation (comme sur la friche post industrielle de Wattrelos-Leers).
Pour la seule Tunisie, grande productrice de phosphates, à la fin du XXe siècle, environnement 10 millions de tonnes de phosphogypse étaient produites annuellement. En Russie, ce sont plus de 500 millions de tonnes de phosphogypse issues de la production de phosphore d'ammonium qui sont déjà stockés dans le pays.
Vers 2015, l'industrie en produisait environ 200 million tonnes supplémentaires par an, dans de nombreux pays (la Chine en produisant le plus 70 Mt/an selon Liu et al. en 2020). Ce déchet industriel polluant s'accumule dans les pays producteurs d'engrais chimiques sous forme de crassier de plus en plus volumineux, qui contaminent leur environnement (eau, air, sol, faune, flore, fonge, écosystèmes). Et en raison de l'industrialisation croissante de l'agriculture et du secteur agroalimentaire, dans un contexte de raréfaction du minerai de qualité et/ou facilement accessible « une augmentation progressive de la production de PG est prévue dans un avenir proche ». La production de phosphogypse de 1961 à 2050 devrait atteindre près de 11 milliards de tonnes, seule une infime part de ce stock étant valorisée.

## Utilisation
De nombreuses études ont porté sur une possible utilisation du phosphogypse comme substitut du gypse naturel, notamment pour produire des carreaux ou panneaux de plâtre ou pour l'introduire dans le ciment ou l'associer à d'autres adjuvants (cendres volantes, chaux, laitier de haut fourneau en granulé broyé) ou en l'intégrant dans des sols (argiles, loess, sables). Ces recherches ont notamment porté sur les effets du pH, de la calcination, des formes du PG ou encore sur les moyens de le durcir ou de lui donner des caractéristiques géotechniques, de durabilité et de lixiviation intéressantes. Mais le PG brut est hygroscopique sa haute teneur en sulfates (qui dégradent le béton), ainsi que ses mauvaises propriétés de résistance, de lixiviation et une radioactivité variant beaucoup, empêchent de l'utiliser de manière sûre en remblai ou fond de couche, à l'extérieur et en environnement intérieur humide (à moins peut-être de le judicieusement combiner avec des adjuvants, encore mal maitrisés en 2023).
Après filtration, le phosphogypse, peut être déshydraté par chauffage et évaporation de l'eau pour produire un plâtre synthétique constitué de sulfate de calcium monohydraté :
CaSO4・2 H2O → CaSO4・H2O + H2O ↗︎
Le séchage de ce plâtre de synthèse s'est avéré peu rentable, mais la production de la variété « alpha » du sulfate de calcium hémihydraté (CaSO4・½ H2O, ou « bassanite »), par autoclavage en présence d'additifs minéraux donne des cristaux de taille plus importante, permettant un séchage moins coûteux :
2 (CaSO4・2 H2O) → 2 (CaSO4・½ H2O) + 3 H2O↗︎
Ces plâtres synthétiques (comme les plâtres « naturels » et l'anhydrite (CaSO4), variété anhydre du sulfate de calcium) peuvent aussi servir à la fabrication de la chaux (CaO anhydre, Ca(OH)2 hydraté) pour la construction ou le traitement des sols agricoles (ajustement du pH et du calcium), selon divers procédés chimiques[citation nécessaire], mais la question du devenir de leurs contaminants toxiques et écotoxiques reste posée.
En 2009, en Tunisie, des chercheurs ont proposé d'introduire 25 % de phosphogypse dans l'argile de briques avant cuisson, ce qui rend la brique légèrement plus fragile, mais encore conforme aux normes techniques. Mais, dix ans plus tard, des chercheurs tunisiens estiment avoir produit des briques techniquement sûres et conformes en terme d'émission de radon.

## Environnement et risques pour la santé

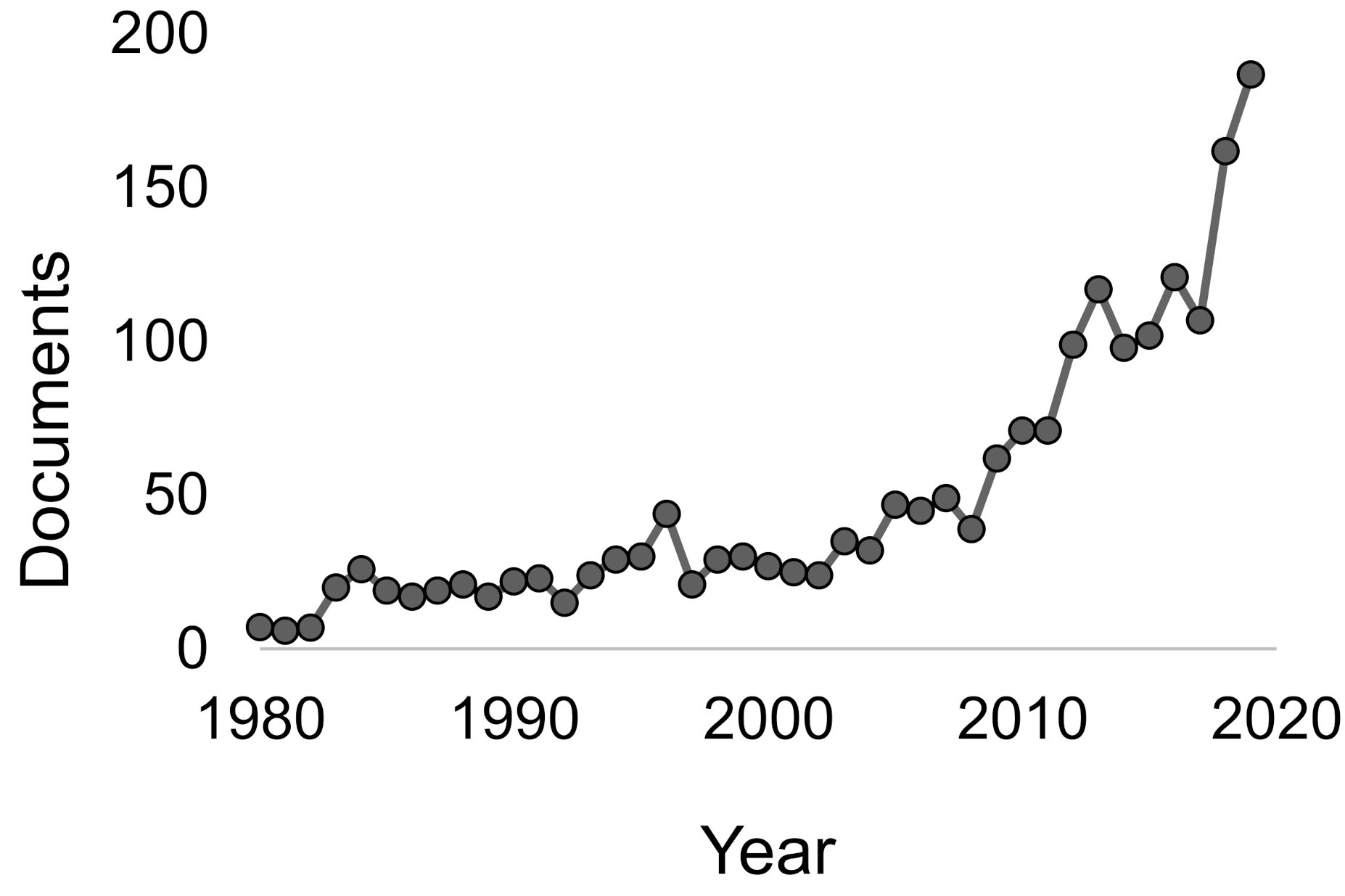
Évolution du nombre de publications scientifiques et techniques sur le phosphogypse sur une durée de 40 ans (à partir de la base Scopus, selon Yelizaveta Chernysh (2020).

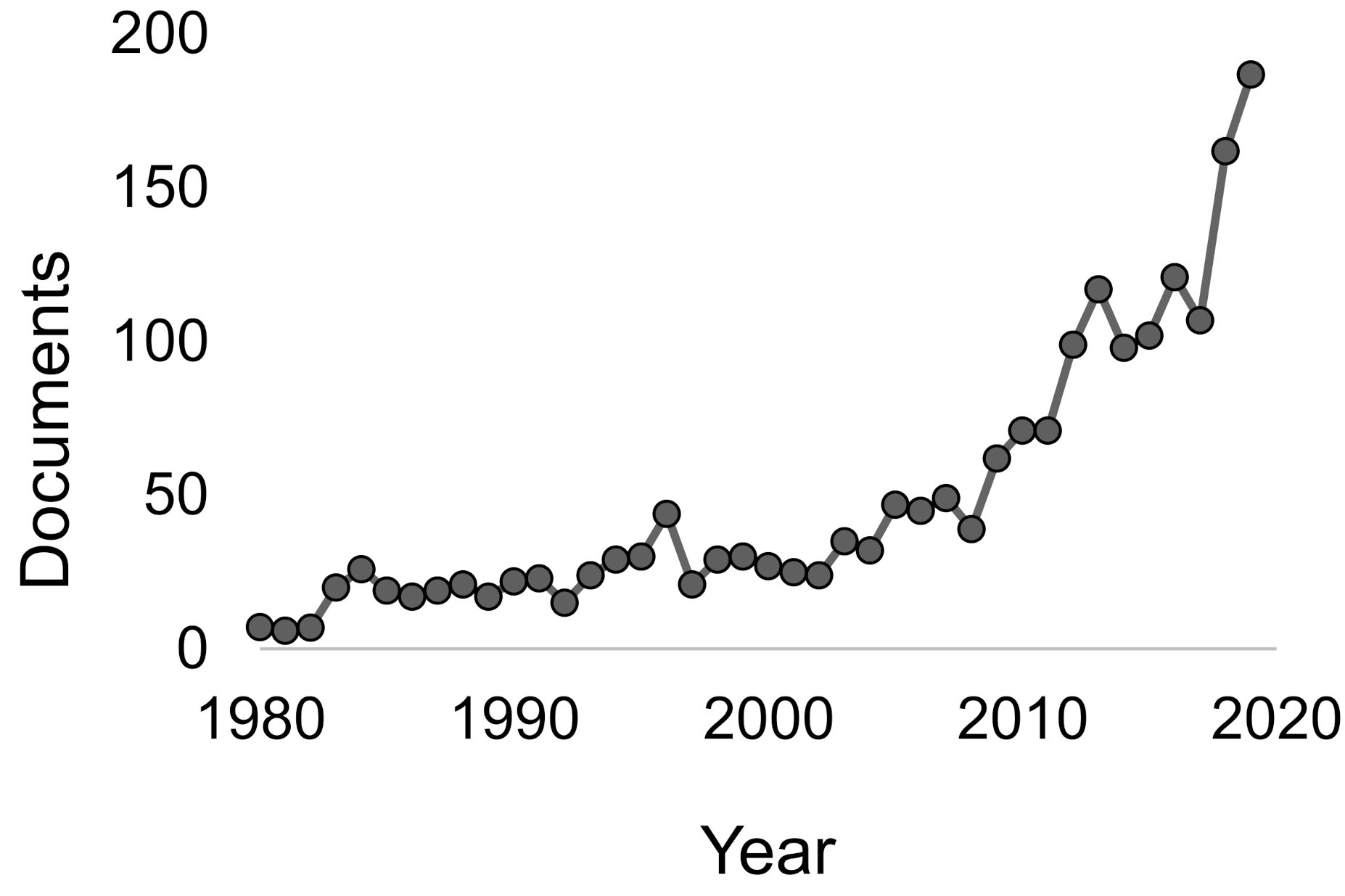
Évolution du nombre de publications scientifiques et techniques sur le phosphogypse sur une durée de 40 ans (à partir de la base Scopus, selon Yelizaveta Chernysh (2020).

Hormis dans quelques sites très bien isolés, les décharges existantes polluent l'air, les eaux de ruissellement, superficielles et souterraines, le sol sous le dépôt et à plus ou moins grande distance.
La phase humide du processus industriel de production d'acide phosphorique ou d'engrais phosphatés permet de sélectivement déparer le radium, l'uranium, le thorium et le potassium 40 ou encore le plomb 214 plus ou moins présents dans les minerais d'origine et alors concentrés dans le déchet (phosphogypse) ; ainsi environ 80 % du 226-Ra y sont concentrés dans le PG, tandis qu'environ 86 % d'U et 70 % du Th se retrouvent dans l'acide phosphorique; Tayibi et al., 2009).
Du phosphogypse contaminé par des métaux lourds et des colorants est produit par le traitement décolorant des eaux résiduaires de certaines industries textiles[réf. souhaitée].
La production industrielle du phosphogypse implique une production préalable d'acide fluorhydrique, qui est un très puissant oxydant des métaux, même ionisés (notamment les ions libres de calcium et de magnésium des organismes vivants, qu'ils inactivent totalement de leur fonction première) ce qui le rend extrêmement toxique. Bien que cet acide fluorhydrique soit aussi précipité et séparé par filtration, les fluorures libres se retrouvent également dans les crassiers ; ils sont également sources de pollution des eaux et du sol.
Des séquelles industrielles et de pollution peuvent persister des décennies à millénaires après l'arrêt des installations.
Plusieurs immenses crassiers de ce déchet sont situés près de la mer, d'un canal ou d'un fleuve. Ainsi, à Huelva (Espagne), ce sont environ 100 millions de tonnes de phosphogypse entassées sur 1 200 ha, au-dessus de marais salants et d'un estuaire formé par le confluent des rivières Tinto et Odiel.
Ailleurs — au début du XXIe siècle — le phosphogypse est encore souvent déversé en mer, où il est source de pollution et d'eutrophisation de l'environnement marin où les organismes filtreurs peuvent reconcentrer les éléments toxiques non dégradables qu'il libère dans l'eau.
En Espagne, en outre, dans la vallée du fleuve Guadalquivir (140 km2), ce phosphogypse issu du traitement de minerais marocains, a été offert aux agriculteurs comme amendement, épandu à raison de 20 à 25 t/ha de 1978 à 2001, pour atténuer les effets de taux de sodium trop élevés dans les sols agricoles locaux. Dans ce contexte, des chercheurs ont évalué en 2010, sur la base de tests de lixiviation, que chaque tonne de ce phosphogypse peut libérer dans l'environnement sous forme mobile : « Environ 7 × 10² g de strontium ; 1,1 × 10² g de fer, 55 g d'yttrium, 30 g de cérium, 12 g de chrome, 11 g de titane, 5 g de zinc, 4 g de cuivre, 4 g de plomb, 3 g de vanadium, 3 g de cadmium, 2 g d’arsenic, 2 g de nickel et 1 g d’uranium ». En multipliant ces quantités par 100 Mt et 20–25 t/ha, il est possible de calculer des évaluations des risques liés au phosphogypse pour les deux zones estuariennes, par exemple s'il advenait que le crassier s'effondre en contaminant l'estuaire ou la mer, ou si de sols agricoles étaient très contaminés ou à la suite d'envols de poussière après une canicule…
La radioactivité induite par le radium 226 dans le phosphogypse produit depuis 1966 par l'usine de phosphate SICNG à Thessalonique (Grèce) depuis mai 1966, variait de 261 à 688 Bq kg−1 (valeur moyenne 508 Bq kg−1). La radioactivité de sols amendés avec ce phosphogypse variait de 50 à 479 Bq kg−1 (moyenne 205 Bq kg−1), à comparer au 37 à 54 Bq kg−1 (moyenne 48 Bq kg−1) des champs normaux. Les facteurs de transfert du radium 226 du sol vers le riz variaient de 6,5 × 10−3 à 2,0 × 10−2 (moyenne géométrique : 1,1 × 10−2). Selon Papastefanou et al. (2006), pour ce riz une dose moyenne en 226Ra dans le riz de 1,53 Bq kg−1 entraîne un apport quotidien de 226Ra par personne en Grèce, équivalant à 0,0084 Bq jour−1, soit une dose efficace annuelle de 0,86 μSv an−1 par adulte, ce qui n'augmente que légèrement la dose de 0,29 mSv an−1 ingérée en moyenne par les grecs. Les auteurs recommandent néanmoins de « de contrôler (surveiller) en permanence le 226Ra dans le phosphogypse avant toute utilisation à des fins agricoles ».
Hormis dans quelques sites mieux isolés, les décharges existantes sont souvent anciennes et elles polluent l'air, les eaux de ruissellement, superficilles et souterraines, le sol sous le dépôt et à plus ou moins grande distance. Elles occupent en outre des surfaces considérables, parfois très exposées à l'érosion hydrique et/ou éolienne. La chimie environnementale des dépôts est complexe et varie selon la provenance du minerai.
À titre d'exemple, rien qu'en Ukraine, plus de 55 millions de tonnes de phosphogypse ont été accumulées à Armyansk, Soumy, Rivne et dans d'autres villes, sur de vastes espaces de terres arables (plus de 15 millions de tonnes de phosphogypse sont ainsi stockées dans la seule région de Soumy, et 15,2 millions de tonnes dans la région de Rivne, ou encore 421,11 tonnes dans la région de Vinnitsa).
Il est donc tentant de le recycler, ce qui pose divers problèmes environnementaux.
Le phosphogypse, y compris pour son recyclage, pose divers problèmes environnementaux.
En termes de tonnage, le phosphogypse issu de la production de superphosphate est aussi la première source mondiale de déchets très faiblement radioactifs. En France, c'est la seconde source de ces déchets après l'industrie nucléaire.
Du phosphogypse contaminé par des métaux lourds et des colorants est produit par le traitement décolorant des eaux résiduaires des industries textiles.
Des séquelles industrielles et de pollution peuvent persister bien après l'arrêt des installations.
La production industrielle du phosphogypse produit aussi de l'acide fluorhydrique, qui est un très puissant oxydant des métaux, même ionisés (notamment les ions libres de calcium et de magnésium des organismes vivants, qu'ils inactivent totalement de leur fonction première) et extrêmement toxique. Bien que cet acide fluorhydrique soit aussi précipité et séparé par filtration, les fluorures libres se retrouvent également dans les crassiers et sont également sources de pollution des eaux.
Le phosphogypse est encore souvent déversé en mer, ce qui est source de pollution et d'eutrophisation des milieux.

### Radioactivité
Selon José-María Abril et ses collègues (physiciens, à l'université de Séville), le phosphogypse (PG) « contient des taux relativement élevées de radionucléides de la série uranium. L'US-EPA réglemente l'utilisation agricole du PG, en fonction de sa teneur en 226Ra et du taux d'émanation de radon 222Rn provenant des crassiers inactifs. Les mesures des taux d'expiration de 222Rn dans les crassiers de PG montrent généralement une variabilité spatiale et temporelle importante et encore mal comprise ».
- Selon Fatima Akfas et ses collaborateurs en 2023[1], la variabilité peut parfois provenir des types de roche phosphatée (magmatique ou sédimentaire) utilisées dans le process, car elles contiennent des impuretés retrouvées dans le PG qui sont différentes[1].
- Les industriels ont aussi utilisés les crassiers pour y vidanger des résidus d'acide phosphorique, des ratés de fabrication[1].
- On sait aussi que selon le processus retenu pour produire l'acide phosphorique, la morphologie cristalline du PG varie en termes de forme et de taille des cristaux, et en termes d'espèces chimiques[1].

Selon l'EPA consulté au mois de juin 2024 : « Les règlements de la loi sur la qualité de l’air du 40 CFR Partie 61, Sous-partie R exigent que le phosphogypse soit géré dans des décharges artificielles, afin de limiter l’exposition du public aux émissions de radon. Les propriétaires et les exploitants des crassiers de phosphogypse artificielles doivent mesurer et déclarer les émissions de radon provenant des crassiers inactifs et prendre des mesures pour maintenir les émissions de radon dans les limites réglementaires ».
Tout dépôt de phosphogypse d'origine industriel est légèrement à significativement radioactif, plus radioactif que le site minier d'origine, mais plus ou moins selon la provenance du minerai, en raison des traces d'uranium, de radium, de potassium 40 qui varient selon l'origine du minerai phosphaté (ex. : « le phosphogypse du centre de la Floride a une activité moyenne de 26 pCi/g pour le radium, et celle du nord de la Floride est de 10 pCi/g de radium »/). Les bassins industriels de décantation attirent des oiseaux d'eaux chassables (sauvagine) Quatre espèces d'oiseaux aquatiques (ex. : cormorans) se nourrissant dans l'environnement des mines de phosphate en Floride ont été analysés : ils présentaient une concentration osseuse en radium 226 environ quatre fois supérieur au « niveau acceptable » pour l'Homme au regard des risques de cancer, mais comme les chasseurs ne sont pas supposés manger les os, le risque a été jugé négligeable pour eux ni pour la survie des espèces. L'activité massique d'un kilogramme de phosphogypse varie de 5 000 à 10 000 Bq/kg, en particulier à cause de la présence de radioéléments à vie longue tel le radium 226. Les masses de phosphogypses stockées se comptent a minima en million de tonnes par crassier industriel et en milliards de tonnes sur la planète. En Floride les bassins d'épandage s'étendent généralement sur plus de 200 hectares chacun.

### En France
Les stockages sont en France de facto des stockages de déchets déchets très faiblement radioactifs qui relèvent de la gestion et des contrôles par l'ANDRA ou sous son égide. Ils s'ajoutent en France à la gestion des 200 000 tonnes de déchets de très faible activité (TFA) attendues et issues du début de démantèlement des centrales nucléaires (évaluation faite en l'an 2000). En termes de tonnage, le phosphogypse issu de la production de superphosphate y est la seconde source de déchets radioactifs, après l'industrie nucléaire alors que dans le monde, ils en sont la première source.
Par exemple, selon le seul PREDIS Nord-Pas-de-Calais, il existait dans cette région au début des années 1990 au moins deux dépôts importants. Le premier est situé sur la friche industrielle Finalens à Douvrin où l'on enregistre une activité de 350 nSv/h (à comparer au fond géochimique estimé à 70 à 100 nSv/h) selon l'ASN, qui a demandé en 2011 à Rétia (l'entreprise chargée de dépolluer le site) de produire une cartographie précise de la radioactivité sur le site où une poche d'acide phosphorique a aussi été découverte. Le second site est celui de Rhône-Poulenc à Wattrelos). Au total, ce sont environ 13 millions de tonnes de résidus légèrement radioactifs, issus de la fabrication d'engrais à partir de minerais naturels de phosphate.
Le phosphogypse issu du traitement de ces minerais, de même que le gypse naturel (ainsi que les panneaux de plâtre fabriqués avec ceux-ci), dégaze du radon (gaz radioactif cancérigène et potentiellement responsable de mutations). C'est pourquoi, l'Agence américaine de protection de l'environnement et la plupart des autorités environnentales dans le monde ont interdit la réutilisation du phosphogypse, avec parfois des exceptions (ex. : sous 10 pCi/g de radium, l'EPA l'autorise à certaines conditions comme amendement agricole dans le milieu extérieur, ou pour la Recherche [en laboratoire intérieur], mais interdit tout autre usage).

## Gestion de ce déchet
On a espéré que le passage des boues de phosphogypse (saumures) envoyées dans de vastes bassin d'évaporation les stabiliseraient chimiquement, mais ce n'est pas le cas. Étant exposés aux intempéries, ces bassins d'évaporation s'avèrent plutôpt fonctionner comme des réacteurs géochimiques dynamiques : les composants du déchet y évoluent sans cesse en fonction des changements environnementaux liés à la pluie, au vent, à la température, au taux d'oxygène ou d'autres oxydants (conditions oxydantes et réductrices), etc.
Au fur et à mesure de l'évaporation de l'eau, la concentration du déchet en éléments toxiques et radioactifs augmente (par exemple pour As, Cr, Cu, F, Ni, U, V, Zn). Des couches multiples de précipités et reprécipités de chlorures, sulfates, phosphates et fluorures se forment, se dissolvent et se forment à nouveau, contenant un grand nombre de polluants sous des formes facilement solubles.
Des cycles de précipitations et de redissolution se suivent au gré des saisons et en fonction des conditions météorologiques locales. Même après des décennies de stockage, ce déchet n'est pas stable et son contenu toxique n'est pas inerté, ce qui peut poser problème pour toute éventuelle réutilisation du phosphogypse.
En tant que déchet toxique, écotoxique et légèrement radioactif, au vu de la Convention sur la prévention de la pollution des mers résultant de l'immersion de déchets, de la réglementation environnementale en UE depuis les années 1990, il y a plusieurs décennies que le phosphogypse ne devrait plus être jeté en mer, mais au début des années 2000, c'était encore sa voie d'élimination dans certains pays, ce qui entraine un risque de stérilisation locale de la faune benthique et une pollution durable du sédiment). Il ne devrait pas non plus être simplement stocké avec peu de précaution dans le milieu naturel, le plus souvent sous forme de terrils plats, crassier (également nommés « empilements » au Canada). Son transport et sa mise en décharge « entraînent des coûts d’investissement et d’exploitation. Par exemple, jusqu’à 10 % du coût principal de l’acide phosphorique fait référence aux coûts de transport et de stockage du phosphogypse » Ces dépôts stérilisent de vastes espaces pour l'environnement et parfois pour l'urbanisation.
La littérature scientifique et technique montre qu'existe un intérêt croissant « pour le phosphogypse en tant que source de matières premières secondaires » dans une économie circulaire (…) ; un premier usage potentiel à grande échelle du phosphogypse a d'abord intéressé les industries de la construction, du ciment, des routes qui y voyaient un matériau peu coûteux voire gratuit,, (deux routes expérimentales construites à la fin des années 1990) et de l'agriculture.
Mais au début du XXIe siècle, « compte tenu de la pression anthropique croissante sur l’environnement et de la pénurie de sources naturelles de matières premières qui en résulte, l’accent a changé. » Le phosphogypse, qui contient de nombreux éléments utiles, est ainsi considéré comme une source de calcium, de phosphore, de terres rares et d'oligoéléments ; on lui cherche de nouvelles formes de valorisations et d'épuration via des bioprocédés de récupération et autres solutions biotechnologiques pour « diminuer le niveau de pression technogène sur l'environnement », par exemple dans le secteur de la construction (de routes secondaires notamment) ou en cherchant à en faire un « support minéral pour des groupes bénéfiques de micro-organismes dans les bioprocédés de détoxification des composants environnementaux ».
Le phosphogypse pose trois problèmes principaux, respectivement liés à sa teneur en éléments traces métalliques toxiques, à sa radioactivité et aux volumes accumulés. Mais il contient des composants potentiellement intéressant si l'on pouvait les extraire es les valoriser à des couts raisonnables, sans aggraver la pollution des sites (ex. : sulfate de calcium, éléments divers tels que le silicium, le fer, le titane, le magnésium, l'aluminium et le manganèse, le zinc, le baryum ou encore des terres rares comme l'yttrium et le scandium.
Face aux problèmes posés par l'ampleur de ses crassiers, mais aussi en raison de leur accessibilité à ciel ouvert (ces matériaux ont déjà été extraits du sol), il commence à faire l'objet d'essais de réusage ou recyclage,.
La gestion des crassiers de phosphogypse s'ajoute en France à celle des 200 000 tonnes de déchets de très faible activité (TFA) attendues et issues du début de démantèlement des centrales nucléaires (évaluation faite en l'an 2000).
En 2020, une revue d'études s'est intéressée aux procédés biochimiques de récupération et valorisation du phosphogypse dans les crassiers via de nouvelles solutions biotechnologiques pour le traitement des matières premières du phosphore. Elle a fait le point sur les clusters et tendances qui émergent dans les domaines de l'utilisation du phosphogypse au vu des publications scientifiques et techniques. Elle met en évidence 5 thèmes :
1. recyclage du phosphogypse dans l'industrie de la construction ;
2. problème de pollution radioactive par les engrais phosphatés ou utilisant du phosphogypse ;
3. surveillance de la migration des composants du phosphogypse dans l'écosystème, incluant le suivi les formes mobiles des métaux lourds et leur flux dans les aquifères via les crassiers de phosphogypse ;
4. études sur le recyclage possible des phosphogypses en agriculture (comme amendement et/ou composant des engrais) ;
5. étude des impacts du phosphogypse sur les micro-organismes, en particulier lors des processus de biorestauration.